# Raycadenco
Raycadenco là một chi thực vật có hoa trong họ, Orchidaceae.